# Großer Kurfürst (Schiff, 1914)
Die Großer Kurfürst war ein Großlinienschiff der König-Klasse der Kaiserlichen Marine. Das Schiff lief am 5. Mai 1913 auf der Werft AG Vulcan in Hamburg vom Stapel und wurde am 30. Juli 1914 in Dienst gestellt.

## Einsatz im Ersten Weltkrieg
Im Ersten Weltkrieg war die Großer Kurfürst dem III. Geschwader der Hochseeflotte zugewiesen. Im Dezember 1914 nahm sie an der Beschießung von Scarborough, Hartlepool und Whitby teil.
In der Skagerrakschlacht gehörte die Großer Kurfürst der 5. Division des III. Geschwaders an, das vom 31. Mai bis 1. Juni 1916 an der Spitze der Hochseeflotte fuhr und schwerem gegnerischem Feuer ausgesetzt war. So erlitt die Großer Kurfürst, an zweiter Stelle der Kiellinie fahrend, fünf 38,1-cm-Treffer und drei 34,3-cm-Treffer. 15 Besatzungsmitglieder wurden getötet, 10 weitere verwundet. Die Reparatur erfolgte vom 6. Juni bis 16. Juli 1916 bei AG Vulcan in Hamburg.
Am 5. November 1916 wurde sie vom britischen U-Boot J1 vor der dänischen Küste torpediert, erreichte aber den sicheren Hafen. Die Reparatur bei AG Vulcan dauerte vom 10. November 1916 bis 9. Februar 1917.

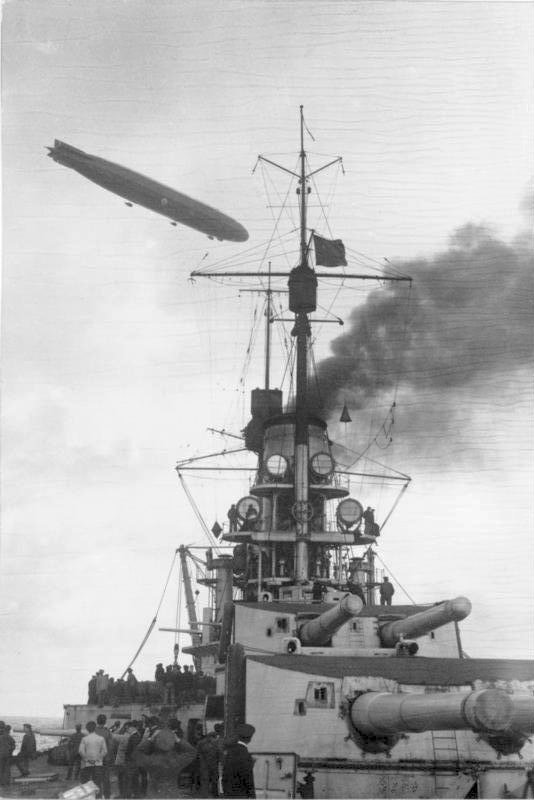
Die Großer Kurfürst beim Unternehmen Albion im Herbst 1917, darüber das Luftschiff SL 8

Am 5. März 1917 rammte sie bei Verbandsübungen in der Nähe von Helgoland ihr Schwesterschiff Kronprinz Steuerbord seitlich auf Höhe des zweiten 30,5-cm-Zwillingsturmes. Der Bug war auf zwei Drittel seiner Höhe bis fast zur Steuerbord-Ankerklüse eingedrückt, aber nach einer Notreparatur in der Kaiserlichen Werft Wilhelmshaven, war sie am 22. April wieder einsatzbereit. Im selben Jahr lief sie am 12. Oktober beim Unternehmen Albion in der Ostsee auf eine russische Mine. Die endgültige Reparatur erfolgte in der Kaiserlichen Werft Wilhelmshaven vom 18. Oktober bis zum 1. Dezember 1917.
Am 23. April 1918 nahm sie am letzten Vorstoß der Hochseeflotte bis auf die Breite von Utsire (Norwegen) teil.
Nach einer Grundberührung am 30. Mai 1918 bei Helgoland wurde das Schiff vom 2. bis 9. Juni 1918 und erneut vom 21. Juni bis zum 31. Juli in der Kaiserlichen Werft Kiel repariert. Beim Kieler Matrosenaufstand kam es am 4. November 1918 zu einer Meuterei an Bord.

## Verbleib
Nach dem Ende des Krieges wurde die Großer Kurfürst in Scapa Flow interniert und am 21. Juni 1919 dort von ihrer Besatzung selbstversenkt, als feststand, dass die Siegermächte die internierten Schiffe nicht wieder herausgeben würden. Das Wrack wurde 1938 gehoben und in Rosyth verschrottet.
Die vor dem Verschrotten von einem Privatmann gekaufte Schiffsglocke wurde im März 2014 vom „National Museum of the Royal Navy“ in Portsmouth ersteigert und wird dort zukünftig ausgestellt werden.

## Kommandanten
| Juli 1914 bis November 1917     | Kapitän zur See Ernst Goette                  |
| November 1917                   | Korvettenkapitän Ludwig Klehe (in Vertretung) |
| November 1917 bis Dezember 1918 | Kapitän zur See Werner Siemens                |
| Dezember 1918 bis Juni 1919     | Kapitänleutnant Robert Beer                   |